# Furacão Ophelia (2005)
O Furacão Ophelia foi o décimo quinto ciclone tropical nomeado e o oitavo furação da temporada de furacões no Atlântico de 2005.